# Visurgis AG (Oldenburg)
Die „Visurgis“ AG für Rhederei und Schiffsbau war eine von drei im Jahre 1856 im damaligen Großherzogtum Oldenburg als Gesellschaft auf Aktien gegründeten Reedereien.

## Gründung
Die im Dezember 1856 gegründete „Visurgis“ hatte ihren Sitz in der Stadt Oldenburg und begann ihren Betrieb mit sieben Schiffen mit insgesamt etwa 5000 Registertonnen. Ihr größtes Schiff hatte etwa 2000 tdw Ladevermögen. Die Befrachtung ihrer Schiffe und die allgemeine Geschäftsabwicklung geschah in Bremen, wo Bischoff & Co. als Korrespondenten fungierten. Teilweise waren ihre Schiffe allerdings im chinesischen Küstenverkehr beschäftigt, in dem deutsche Reedereien nach der durch den Ersten Opiumkrieg erzwungenen Öffnung der chinesischen Häfen und Märkte einen beachtlichen Anteil ergattert und den Dschunkenhandel teils ergänzt, teils verdrängt hatten.

## Die Fanny-Kirchner-Affäre
In chinesischen Häfen liegende Kapitäne vercharterten ihre meist in Partenreederei betriebenen Schiffe, ob deutsche oder die anderer dort aktiven Nationen, gelegentlich auch im sogenannten Kulihandel für den Transport mehrheitlich zwangsweise verpflichteter chinesischer Arbeiter nach Peru oder auf die Zuckerrohrplantagen auf den Westindischen Inseln. Auch Schiffe der „Visurgis“ (und der Oldenburgisch-Ostindischen Reedereigesellschaft) waren beteiligt. Dabei kam es im Falle der 1855 in Brake vom Stapel gelaufenen „Visurgis“-Dreimastbark Fanny Kirchner von Dezember 1859 bis Juli 1860 zu einer erheblichen Rufschädigung des Großherzogtums Oldenburg in England.
Die Anwerbung von Kulis verstieß eindeutig gegen chinesische Gesetze, denen zufolge eine Ausreise prinzipiell illegal
war und schwer bestraft wurde. Den westlichen Kuliagenten kamen bei ihrem Geschäft allerdings die Exterritorialität garantierenden ungleichen Verträge zugute, die Ausländer vor chinesischer Strafverfolgung schützten und den chinesischen Behörden die Hände für wirksame Maßnahmen banden. Gelegentliche drastische Strafen gegen Menschenhändler zielten ins Leere, da sie den Kern des Rekrutierungssystems an Chinas Küste nicht berührten: die exempte Stellung der Ausländer sowie die laxe Haltung der westlichen Regierungen gegenüber den Rekrutierungsmethoden von Kulis.
An dem menschenunwürdigen Kulihandel waren nahezu alle Nationen beteiligt, die Handel in Ostasien trieben. Auch deutsche Schiffe, ließen sich zuweilen für Kulipassagen chartern, wenn auch im Vergleich zu britischen, portugiesischen oder amerikanischen immer nur sehr wenige. Besonderes Entsetzen löste die Schreckensmeldung vom Untergang des US-Clippers Flora Temple in einem Taifun im Chinesischen Meer im Oktober 1859 aus. Mit dem Schiff versanken über 850 chinesische Kulis in den Fluten. Daraufhin verschärften die chinesischen Behörden für kurze Zeit die Kontrollen und verweigerten einigen Schiffen, darunter der Fanny Kirchner, die Ausklarierung. Obwohl das Schiff eigentlich nur für 284 Passagiere zugelassen war, befanden sich 325 Chinesen an Bord, die nach Havanna verbracht werden sollten. Nur 35 sagten aus, dass sie freiwillig auswandern wollten.
Die Times griff den Fall auf und warf dem kleinen Großherzogtum Oldenburg vor, in großem Stile in den (Zitat) Sklavenhandel involviert zu sein. Das britische Außenministerium unterstützte jedoch die Oldenburger und reagierte mit der Zusendung ausführlicher Materialien, die die Verstrickung westlicher Mächte in den Kulihandel offenlegten. Es handelte sich dabei um eine umfangreiche Dokumentation, die im englischen Parlament zur Vorlage kam und genauso der oldenburgischen Staatsführung genaue Einblicke in das ganze System des Kidnappings und Menschenhandels in Südchina gestatten sollte, von dem die Affäre um die Fanny Kirchner nur einen Ausschnitt darstellte.
Vertreter der Oldenburgischen Staatskanzlei reisten schließlich persönlich nach China und regelten die Angelegenheit vor Ort mit den Behörden sowie mit den Kulis, die eine Entschädigung ausgezahlt bekamen. Der Oldenburgische Konsul in China erhielt eine Abmahnung, da er wusste, welche Ladung die Fanny Kirchner an Bord hatte. Anschließend teilte die Oldenburgische Regierung allen Oldenburger Kapitänen mit, dass sie sich bei Beihilfe oder Begünstigung des Menschenraubes oder der Freiheitsberaubung schuldig machen und künftig in derartigen Fällen nach Oldenburgischen Landesgesetzen bestraft werden. Parallel ging zur Schadensbegrenzung ein Bericht nach London, indem die großherzogliche Regierung der britischen Regierung mitteilte, dass den Oldenburgischen Schiffen jede Art und Mitwirkung des Kulihandels streng untersagt sei. Damit hatte Oldenburg 1860 als eines der ersten europäischen Länder ein klares Verbot des Kulihandels ausgesprochen.

## Ende
Im Jahre 1860 hatte die „Visurgis“ AG bereits 12 Schiffe in Fahrt. Der Reederei war jedoch kein dauerhafter Erfolg beschieden. Drei schwere Schläge trafen sie schon im ersten Jahrzehnt ihres Bestehens: Die Wirtschaftskrise von 1857 bis 1859, Schiffsverluste und schließlich der Amerikanische Bürgerkrieg, der die Auswanderung in die USA und damit den für die Reederei sehr wichtigen Geschäftszweig der Auswandererpassagen nahezu zum Erliegen brachte. Zwar hatte sie 1867 immer noch sieben Schiffe in Fahrt, aber deren Gesamttonnage betrug nur noch etwa 3000 Registertonnen, und noch im gleichen Jahr wurde die Gesellschaft aufgelöst.